# The Middle of Nowhere
The Middle of Nowhere è il quinto album discografico in studio del gruppo musicale inglese Orbital, pubblicato nel 1999.

## Tracce
1. Way Out → – 8:00
2. Spare Parts Express (feat. Brother Sun Sister Moon e Barbara Cohen) – 10:07
3. Know Where to Run – 9:42
4. I Don't Know You People – 7:47
5. Otoño (feat. Pooka) – 5:48
6. Nothing Left 1 (feat. Alison Goldfrapp) – 7:49
7. Nothing Left 2 (feat. Alison Goldfrapp) – 8:21
8. Style – 6:24